# All I Really Want to Do (альбом)
All I Really Want to Do — дебютний сольний студійний альбом американської співачки і акторки Шер, випущений 30 серпня 1965 року лейблом Imperial Records. Альбом був спродюсований для Шер її тодішнім чоловіком і партнером по співу Сонні Боно за участю аранжувальника Гарольда Баттіста. Загалом, альбом є збіркою кавер-версій, він також містить три пісні, написані Боно.
Після виходу альбом був добре прийнятий критиками і отримав позитивні відгуки.

## Про альбом
У той же час, коли відбувся дебют запису дуету Sonny & Cher на лейблі Atco Records, Сонні Боно організував з лейблом Imperial Records угоду для випуску сольних записів Шер. Після успіху синглу Sonny & Cher «I Got You Babe» Боно вирішив просувати свою дружину як сольну виконавицю, взявши продюсування її першого повноформатного альбому. All I Really Want to Do став першим сольним проектом Шер з моменту виходу її двох невдалих синглів 1964 року, «Ringo, I Love You» і «Dream Baby», випущених відповідно під псевдонімами Бонні Джо Мейсон і Шерилін. Цей альбом, як і дебютний альбом дуету Sonny & Cher, Look at Us, містив безліч кавер-версій. Він включав в себе записи сучасних, аптемпо-рок-пісень, але він також мав дещо фолковий ухил, щоб відрізнити його від музичного стилю записів Sonny & Cher.
В альбомі Шер записала три пісні, які написав та виконував раніше Боб Ділан: «All I Really Want To Do», «Blowin' in the Wind» і «Don't Think Twice, It's All Right». Альбом містить написану Боно пісню «Needles and Pins», яка стала хітом для британської гурту The Searchers у 1963 році. Альбом також включав пісню Рея Девіса «I Go To Sleep», яка пізніше стала хітом у Великій Британії для гурту The Pretenders, і версію традиційної пісні Шер «See See Rider», аранжовану Сонні Боно, Чарльзом Гріном і Робертом Стоуном. Іншими кавер-версіями альбому стали: «She Thinks I Still Care», «The Bells of Rhymney» і «Come and Stay With Me». Під час створення альбому Шер записала пісню, написану Боно, під назвою «I'm Gonna Love You», яка не потрапила до нього, але була випущена як «Б»-сторона синглу «All I Really Want To Do». Пізніше ця пісня увійшла до альбому Sonny & Cher — Good Times 1967 року.
All I Really Want to Do отримав позитивні відгуки музичних критиків, Тім Сендра з сайту «AllMusic» дав альбому чотири зірки. Сендра також зазначив, що в альбомі Сонні Боно «використовує свої похідні від Спектора виробничі навички, щоб створити багатий, дзвінкий фон для співу Шер», і описав платівку як «одну з найсильніших фолк-поп-платівок тієї епохи». Сендра продовжував, відзначаючи, що «Шер здається молодою і сповненою життя у цьому альбомі, вона дійсно вірить у те, про що співає (почуття, яке ви не завжди відчуєте у її більш легкому матеріалі)».
У 1992 році, All I Really Want to Do, і наступний сольний альбом Шер, The Sonny Side of Chér, були перевидані на одному CD лейблом «EMI Records». Пізніше, у 1995 році, «EMI» випустив збірку під назвою The Originals, до якої увійшли All I Really Want to Do, The Sonny Side of Chér і третій сольний альбом Cher. Потім, у 2005 році, All I Really Want to Do був знову перевиданий на одному CD з альбомом The Sonny Side of Chér компанією «BGO Records» тільки для Великої Британії. Первинна, 12-трекова версія альбому, ніколи не випускалася на CD окремо.

## Чарти
All I Really Want to Do мав успіх в чарті альбомів Billboard 200, досягнувши 16 позиції. Альбом потрапив в чарти, у той час як дебютний альбом дуету Sonny & Cher, Look at Us, все ще знаходився на 2 позиції. All I Really Want to Do потрапив також увійшов до британського альбомного чарту, дебютувавши на 20 позиції на початку жовтня 1965 року і досягнувши 7 позиції двома тижнями пізніше. Альбом залишався в британському чарті протягом дев'яти тижнів з початку жовтня по кінець листопада. Хоча All I Really Want to Do потрапив до британського альбомного чарту, він не потрапив до європейського чарту.

## Сингли
Пісня «All I Really Want to Do» стала єдиним синглом альбому і посіла 15 позицію в чарті Billboard Hot 100 і 9 позиції в чарті UK Singles Chart. Пісня також потрапила в канадські, голландські та шведські сингл-чарти. «All I Really Want to Do» стала першим синглом, випущеним співачкою під ім'ям «Шер», а також її першим сольним хітом. Альбом також містив написану Сонні Боно пісню «Dream Baby», яка вийшла як сингл Шер ще у 1964 році під псевдонімом Шерилін.
Початкова ідея створити кавер-версію пісні «All I Really Want To Do» виникла, коли Шер почула, як лос-анджелеський фолк-рок-гурт The Byrds виконує її в нічному клубі «Ciro» на Сансет-Стріп в березні 1965 року, ще до того як вони стали знаменитими. Потім виникла невелика суперечка між співачкою і The Byrds, коли Columbia Records (лейбл The Byrds) звинуватили Шер і Сонні у тому, що вони записали виступ гурту в «Ciro» на плівку без дозволу і використовували частину репертуару гурту (пісні «All I Really Want to Do» і «The Bells of Rhymney») в дебютному альбомі Шер. Хоча The Byrds планували випустити «All I Really Want to Do» як сингл, їм в значній мірі було байдуже до майбутнього випуску запису Шер, вони вважали, що в чартах було достатньо місця для обох версій. Щоб перешкодити успіху версії Шер, Columbia Records швидко випустила сингл The Byrds «All I Really Want To Do», в результаті цього обидві версії потрапили до Billboard Hot 100 протягом одного тижня. Зав'язалося протистояння, в основному підбурюване «Columbia Records» і музичною пресою, але у підсумку версія The Byrds зупинилася на 40 позиції в чартах США, у той час як кавер-версія Шер досягла 15 позиції. Однак у Великій Британії обидві версії потрапили у «топ-10», версія The Byrds досягла 4 позиції, а запис Шер досяг максимальної 9 позиції.

## Список композицій
| Перша сторона | Перша сторона             | Перша сторона         | Перша сторона |
| #             | Назва                     | Автор                 | Тривалість    |
| ------------- | ------------------------- | --------------------- | ------------- |
| 1.            | «All I Really Want to Do» | Боб Ділан             | 2:56          |
| 2.            | «I Go to Sleep»           | Рей Девіс             | 2:28          |
| 3.            | «Needles and Pins»        | Сонні Боно Джек Ніцше | 2:26          |
| 4.            | «Don't Think Twice»       | Ділан                 | 2:25          |
| 5.            | «He Thinks I Still Care»  | Дікі Лі               | 2:15          |
| 6.            | «Dream Baby»              | Боно                  | 2:58          |

| Друга сторона | Друга сторона           | Друга сторона                                | Друга сторона |
| #             | Назва                   | Автор                                        | Тривалість    |
| ------------- | ----------------------- | -------------------------------------------- | ------------- |
| 1.            | «The Bells of Rhymney»  | Ідріс Девіс Пет Сігер                        | 3:07          |
| 2.            | «Girl Don't Come»       | Кріс Ендрюс                                  | 2:05          |
| 3.            | «See See Rider»         | Народна музика Боно Чарльз Грін Роберт Стоун | 2:38          |
| 4.            | «Come and Stay with Me» | Джекі ДеШеннон                               | 2:45          |
| 5.            | «Cry Myself to Sleep»   | Майк Гордон                                  | 2:18          |
| 6.            | «Blowin' in the Wind»   | Ділан                                        | 3:24          |

## Учасники запису
| - Шер — головний вокал - Сонні Боно — продюсування - Білл Маркс — акордеон, клавішні - Рене Холл — бас-гітара - Кліфф Хіллс — бас-гітара - Мел Поллан — бас-гітара - Лайл Рітц — бас-гітара - Френк Кепп — ударні - Шаркі Холл — ударні - Джессі Сейлс — ударні - Монт Данн — гітара - Джефф Каплан — гітара | - Берні Кессел — гітара - Стів Менн — гітара - Дональд Пік — гітара - Майк Пост — гітара - Ренді Стерлінг — гітара - Майкл Рубіні — клавішні - Френк ДеВіто — перкусія - Джин Естес — перкусія - Браян Стоун — перкусія - Джуліус Вечтер — перкусія - Гарольд Баттіс — піаніно - Записано на «Gold Star Recording Studios», Голлівуд, Каліфорнія |

## Чарти
| Чарт (1965)                 | Позиція |
| --------------------------- | ------- |
| UK Albums Chart             | 7       |
| United States Billboard 200 | 16      |